# Jean-Charles de Borda

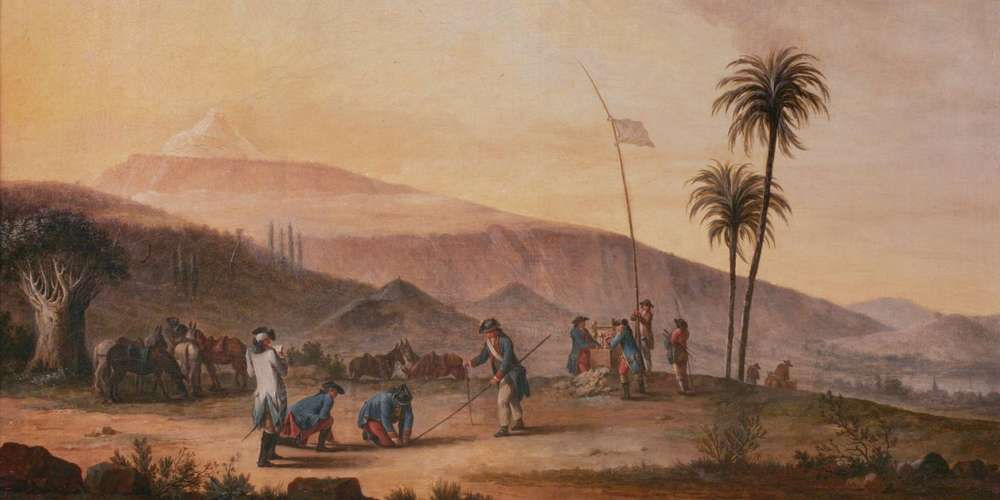
Jean-Charles Borda a medir a altitude do Teide em Tenerife.

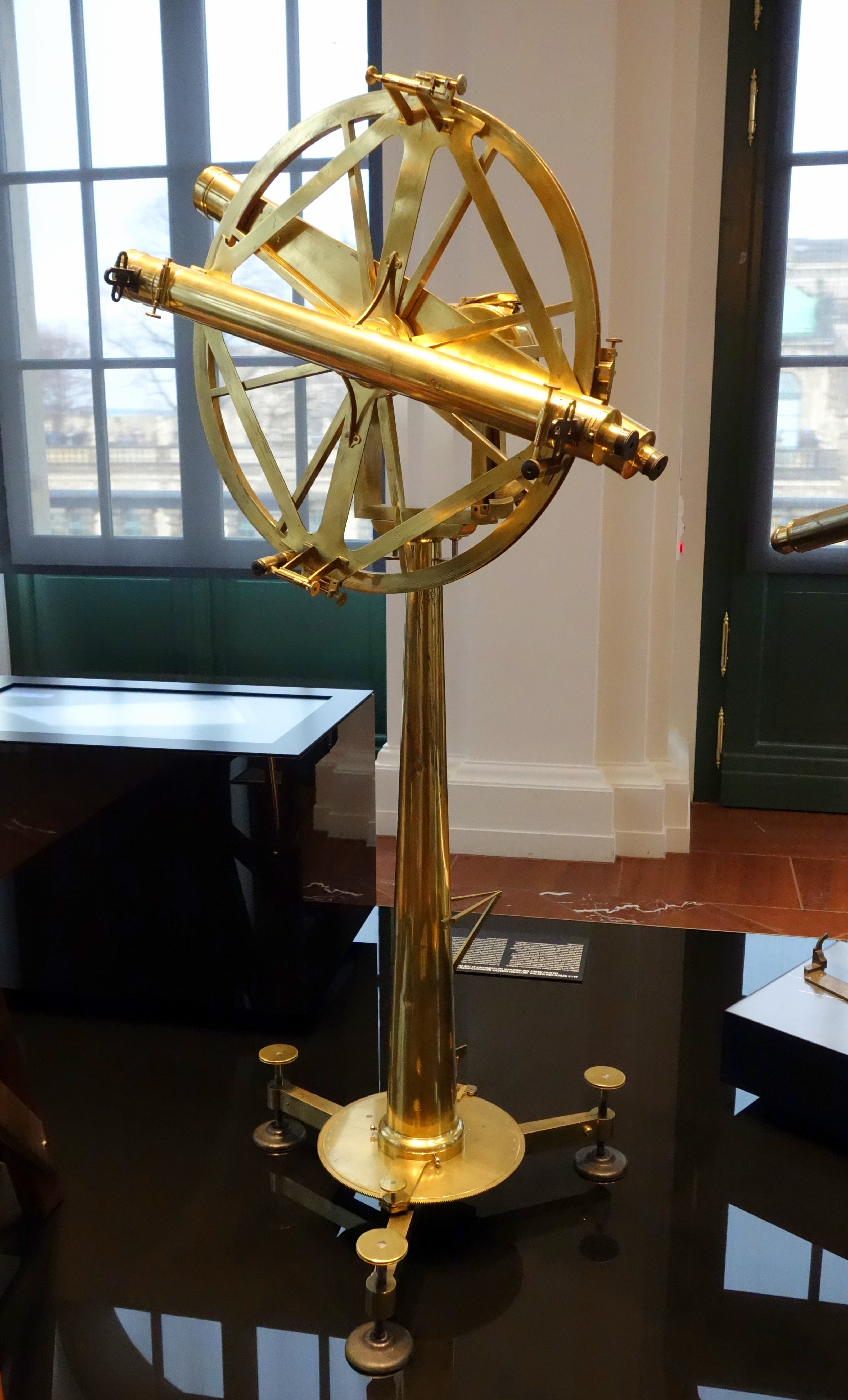
Círculo repetidor de Borda.

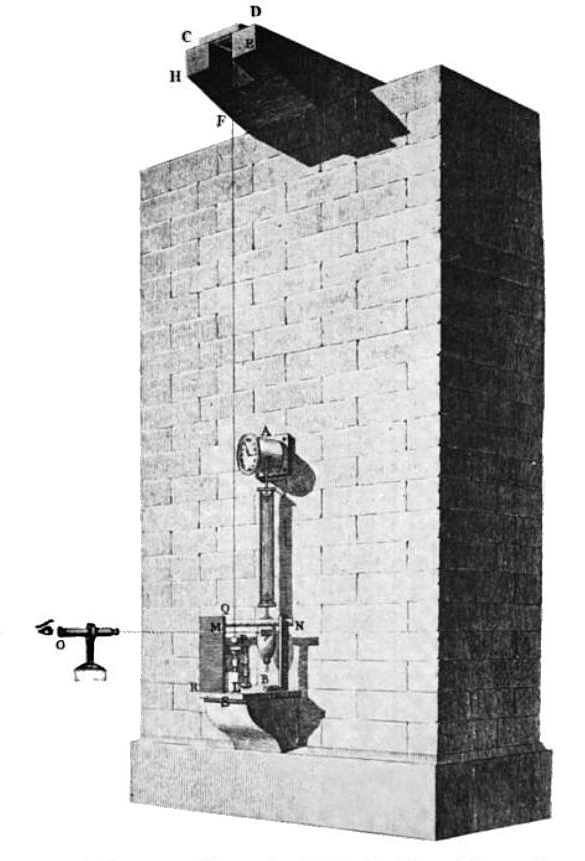
Desenho mostrando a estrutura experimental usada para determinar o comprimento do pêndulo dos segundos em Paris. A experiência foi realizada em 1792 por Jean-Charles de Borda e Jean-Dominique Cassini. Usaram um pêndulo que consistia numa bola de platina de 1 1/2-polegadas (3,8 cm) suspensa por um fio de ferro de 12 pés de comprimento (3,97 m) (F,Q). Estava suspenso na frente do pêndulo (B) de um relógio de precisão (A).

Jean-Charles de Borda (Dax, 4 de maio de 1733 — Paris, 19 de fevereiro de 1799), também conhecido por Jean-Charles, cavaleiro de Borda (Jean-Charles, chevalier de Borda), foi um engenheiro militar, oficial naval, matemático e físico, que se distinguiu no campo da hidrodinâmica, no estudo dos movimentos oscilatórios e dos pêndulos e no aperfeiçoamento de instrumentos e métodos de navegação astronómica.

## Biografia
Nasceu em Dax, filho mais novo de Jean-Antoine Borda, senhor de Labatut, e de suas esposa Marie-Thérèse de la Croix, no seio de uma família com uma longa tradição de ligação à vida militar. Seu pai, cujos dois filhos mais velhos já haviam abraçado a carreira das armas, queria que Jean-Charles se preparasse para assumir os cargos de um seu tio, Jacques-François de Borda d'Oro, advogado e presidente do tribunal superior de Bordéus (o parlement de Bordeaux). Com esse objetivo, depois de estudar alguns anos no Collège Henri-IV de La Flèche (Colégio Henrique IV de La Flèche), o jovem Borda começou a estudar Direito, mas, com a ajuda de sua mãe e de um dos seus professores, conseguiu convencer o seu pai a permitir que assentasse praça no Exército.
O seu gosto pela ciência levou a que optasse pelo ramo da engenharia militar, sendo admitido na Escola Real de Engenharia em Mézières. Aluno distinto, em 1753, com apenas 20 anos de idade, deu a ler a Jean Le Rond d'Alembert uma tese sobre uma questão de geometria, comunicação que lhe valeu tal reconhecimento que René-Antoine Ferchault de Réaumur o recrutou como membro correspondente da Academia das Ciências.
Em 1756, ele escreveu uma Mémoire sur le mouvement des projectiles (Memória sobre o movimento de projéteis), produto dos seus estudos de engenharia militar. Nessa obra examina o efeito sobre a trajetória de uma bala de uma resistência do ar proporcional ao quadrado da velocidade do projétil, abordagem que mereceu os elogios de vários cientistas, entre os quais Alexis Clairaut e Pierre Bouguer, e lhe valeu a promoção ao posto de «agrimensor assistente» da Academia das Ciências.
Quando as funções militares que exercia no campo da engenharia obrigaram a que deixasse Paris para ser colocado como engenheiro militar em outra região de França, solicitou, e obteve, transferência para um regimento de cavalaria-ligeira a fim de poder permanecer naquela cidade.
Ainda assim, quando se desencadeou a Guerra dos Sete Anos, o seu regimento estava estacionado em Dunquerque, sendo Borda escolhido para ajudante-de-campo do general Yves Marie Desmarets de Maillebois, que também era membro da Academia das Ciências, e naquela qualidade participou na Batalha de Hastenbeck, travada a 26 de julho de 1757 contras as forças do Eleitorado de Hannover e dos ducados de Hesse-Kassel e Braunschweig-Lüneburg.
Em 1763, Borda foi reintegrado na arma de engenharia militar com isenção de qualquer exame. Publicou então várias memórias sobre hidráulica e mecânica dos fluidos, incluindo uma Mémoire sur l’Écoulement des Fluides par les Orifices des Vases (Mém. Ac. Sci., 1766, pp. 579-607) e uma Mémoire sur les roues hydrauliques (Mém. Ac. Sci., 1767 (1770), pp. 270–287), considerada um dos primeiros estudos teóricos sobre a hidrodinâmica das rodas d'água, dispositivos que seriam largamente usados nas décadas seguintes na propulsão de certos navios (os navios de rodas) e como fonte de energia em fábricas. Em 1764 foi eleito sócio da Academia das Ciências da França. Destes trabalhos resultou mais tarde o desenvolvimento da equação de Borda–Carnot, uma fórmula empírica que descreve as perdas de energia mecânica num fluido devido a um crescimento repentino do fluxo.
Em 1767, Borda entrou para o serviço ativo da Marinha de Guerra como engenheiro naval, iniciando o estudo de instrumentos e métodos de navegação astronómica. Nestas funções dedicou-se ao estudo de métodos que permitissem melhorar a precisão dos equipamentos náuticos de observação de ângulos entre os astros e o horizonte e às questões de determinação do tempo no mar.
Em 1771 foi colocado sob as ordens do tenente-de-navio Verdun de La Crenne a bordo da fragata La Flore numa viagem científica, realizada a pedido da Academia das Ciências, tendo como missão experimentar no mar os novos modelos de guarda-tempo, os cronómetros náuticos que haviam sido apresentados à Academia por vários fabricantes visanso o prémio que a aquela instituíra para 1773, com destaque para os que haviam sido desenvolvidos pelo relojoeiro Ferdinand Berthoud. A fragata partiu a 29 de outubro de 1771 do porto de Brest tendo a bordo os cronómetros dos modelos Berthoud n.° 8, Le Roy A e S e ainda um modelo designado por «petite ronde» (que não competia para o prémio), bem como cronômetros das marcas Arsandeaux e Biesta. O trabalho científico estava a cargo de Borda e de Alexandre Guy Pingré. Nesta viagem, o navio escalou Cádis e depois dirigiu-se às ilhas Canárias, que visitou demoradamente, com escala em Tenerife, e depois ao longo da costa de África até Gorée, depois Fort Royal, Cap Français e Saint-Pierre et Miquelon, com regresso a Brest passando por Copenhaga. Durante este cruzeiro foram testados com sucesso os novos cronómetros, tendo os resultados obtidos sido apresentados num extenso relatório que foi posteriormente publicado em dois tomos.
Esta viagem realizou-se na sequência da expedição inconclusiva de 1767 dirigida por François-César Le Tellier de Courtanvaux, a bordo da corveta Aurore, da expedição de 1768 dirigida por Jean-Dominique Cassini, na fragata Enjouée, e da expedição de 1768-1769 comandada por Charles Pierre Claret de Fleurieu, a bordo da corveta Isis.
Em 1776, Borda foi enviado às ilhas Canárias com a missão de determinar com precisão a posição geográfica daquele arquipélago, já que naquela época a maioria das nações da Europa contava as longitudes a partir do extremo ocidental da ilha de El Hierro. Dessa viagem resultou a primeira moderna carta náutica das Canárias.
Nos anos de 1777 e 1778, participou da Guerra da Independência dos Estados Unidos sob as ordens do Charles Henri d'Estaing, o conde d'Estaing, como major-general encarregado das questões navais. Em 1778 retornou a França, dedicando-se à publicação dos relatórios da sua viagem de 1771, publicando, em colaboração com Verdun de La Crenne e Alexandre Guy Pingré, os dois tomos da obra intitulada Voyage fait par ordre du roi en 1771 et 1772, en diverses parties de l'Europe et de l'Amérique, pour vérifier l'utilité de plusieurs méthodes et instruments servant à déterminer la latitude et la longitude, etc. (Viagem feita por ordem do rei em 1771 e 1772, em várias partes da Europa e América, para verificar a utilidade de vários métodos e instrumentos usados para determinar latitude e longitude, etc).
A partir daí dedicou-se às astronomia náutica e ao desenvolvimento, aperfeiçoamento e experimentação de aparelhos de observação astronómica, com destaque para o círculo de reflexão e para os aparelhos repetidores que permitiam melhorar substancialmente a precisão das observações náuticas. Em resultado desses trabalhos, em 1787 publicou uma obra sobre astronomia náutica intitulada Description et usage du cercle de réflexion, avec différentes méthodes pour calculer les observations nautiques (Descrição e uso do círculo de reflexão, com diferentes métodos para calcular observações náuticas) que descreve o uso do círculo de reflexão na determinação da posição dos navios em alto-mar.
Em 1781, Borda recebeu o comando de vários navios da marinha francesa com o objetivo de escoltar uma força expedicionária com destino à Martinica. Já no regresso da missão, em 6 de dezembro de 1782, foi capturado pelos britânicos num combate travado nesse dia ao largo da Martinica contra o HMS Ruby. Trazido como prisioneiro para a Inglaterra, foi libertado pouco depois e retornou à França. Retomou então o seu posto de engenheiro naval na Marinha Francesa, dirigindo um projeto visando a melhoria dos sistemas de bombagem dos navios.
Pouco tempo depois, em conjunto com Pierre Méchain e Jean-Baptiste Delambre, foi encarregado pela Academia das Ciências de determinar o comprimento do arco do meridiano de Dunquerque a Barcelona, cabendo-lhe, em particular, resolver as questões relacionadas com experiências de física e com o uso do pêndulo e o desenvolvimento da equação do pêndulo.
Para determinar o comprimento da haste pendular (o fio) do chamado pêndulo dos segundos, ou seja de um pêndulo com um período de precisamente dois segundos (um segundo numa direcção e um segundo para retornar), ou seja um pêndulo com uma frequência de exactamante 0,5 Hz, desenvolveu uma fórmula aproximada de cálculo do período, a fórmula de Borda. Para obter os valores necessários, desenvolveu no Observatório de Paris, em conjunto com Jean-Dominique Cassini, um aparelho, hoje conhecido por pêndulo de Borda, composto por uma esfera de platina muito pesada suspensa por um fio de aproximadamente 1 m de comprimento, cujo peso era apenas uma fração desprezível do peso da esfera.
Sob o Terror (1793-1794), refugiou-se cautelosamente com o seu colega Charles-Augustin Coulomb na região de Blois, abandonando a sua propriedade em Paris. Regressou a Paris em 1794 e integrou o Bureau des longitudes de France, organismo especificamente criado em 1795 para resolver a questão da determinação da longitude, no seio do qual continuou o seu trabalho de investigação até falecer em Paris a 19 de fevereiro de 1799.
Também calculou e editou um conjunto de tabelas trigonométricas intituladas Tables trigonométriques décimales e Tables des logarithmes, des sinus, sécantes et tangentes, suivant la division du quart de cercle en 100 degrés (Tabelas de logaritmos, senos, secantes e tangentes, após a divisão do quarto de um círculo em 100 graus), as quais foram revistas, aumentadas e publicadas por Jean-Baptiste Delambre em 1801.
Também se dedicou à ciência política e em 1770 formulou um sistema de votação, conhecido como contagem de Borda. Segundo esta metodologia, os candidatos são ordenados segundo as preferências de cada eleitor, garantindo, nas palavras de Borda, que «Para que uma forma de eleição seja boa, esta deve dar ao eleitor os meios para decidir sobre o mérito de cada matéria, em comparação sucessivamente com o mérito de cada um de seus concorrentes». Com esse objectivo, Borda inventou um sistema de votação, conhecido sob o nome de método de Borda, (1781), que permaneceu popular entre os reformadores de sistemas eleitorais em todo o mundo, em particular entre os promotores do julgamento da maioria que faz parte da mesma linhagem filosófica. Contemporâneo de Nicolas de Condorcet, esteve envolvido em numerosos debates sobre os méritos dos diferentes sistemas de votação.

## Homenagens
O seu nome tem sido lembrado na designação de vários navios-escola da Marinha Nacional Francesa dos séculos XIX e XX, destinados ao treino de mar dos cadetes da Escola Naval de França (École navale), e tem sido objeto de múltiplas homenagens. Entre outras contam-se as seguintes:
- O seu nome integra a lista de 72 nomes de cientistas inscritos na Torre Eiffel.
- Deu o nome à escola secundária geral e tecnológica de Borda (Lycée général et technologique de Borda) da cidade de Dax.
- O círculo de reflexão, um instrumento de medição de ângulos, também é conhecido por de círculo de Borda. Não confundir com o círculo repetidor às vezes atribuído a esta mesma Borda, mas que é obra de Étienne Lenoir.
- Um museu tem seu nome em Dax ( Musée de Borda).
- O seu nome foi utilizado para apelidar os alunos da Escola Naval da França conhecida como os Bordaches.
- Um navio hidrográfico da Marinha Nacional Francesa designa-se Borda.
- O asteroide 175726[20] é designado por Jean-Charles de Borda. Este nome foi atribuído pelo Observatório Astronómico de Dax.
- Em Paris existe uma pequena designada «rue Borda», perto do Conservatório Nacional de Artes e Ofícios (Conservatoire national des arts et métiers).
- Existe uma cratera lunar designada Borda.
- Diversas estátuas, entre as quais uma em Dax (place Thiers) e outra na École navale.[21]